# Meghan Agosta
Pour les articles homonymes, voir Agosta.
Meghan Agosta (née le 12 février 1987 à Windsor dans la province de l'Ontario au Canada) est une joueuse canadienne de hockey sur glace qui évoluait dans la ligue élite féminine en tant qu'attaquante.
Elle a remporté quatre titres olympiques, trois médailles d'or aux Jeux olympiques de Turin en 2006, Jeux olympiques de Vancouver en 2010 et aux Jeux olympiques de Sotchi en 2014, et une médaille d'argent aux Jeux olympiques de Pyeongchang en 2018. Elle a également représenté le Canada dans 8 championnats du monde, remportant 6 médailles d'argent et 2 médailles d'or.
Meghan Agosta remporte également la Coupe Clarkson avec les Stars de Montréal en 2012.

## Carrière en club

### NCAA
Agosta évolue cinq saisons (de 2006 à 2011) dans le championnat universitaire américain.
Recrue des Lakers du Mercyhurst College (en) en 2006-2007, Agosta se distingue en devenant la première recrue de l'histoire à être dans les trois finalistes du trophée Patty Kazmaier. Sa première saison se termine par 38 buts, 36 mentions d'aide pour un total de 74 points en 35 matchs
En 2007-2008, elle est nommée capitaine assistante des Lakers. Sa fiche de la saison indique 40 buts, 25 mentions d'aide pour un total de 65 points en 33 matchs. En fin de saison, elle est nommée dans la première équipe d'étoiles All-American et devient un choix unanime en tant que joueuse de l'année de la conférence College Hockey America (CHA). Lors de la saison suivante 2008-2009 Agosta est nommée capitaine des Lakers et conduit l'équipe à la finale nationale du championnat féminin de hockey de la NCAA. À la saison 2009-2010, elle marque 18 buts, 23 mentions d'aide pour un total de 41 points. Elle est une nouvelle fois élue joueuse de l'année dans la conférence CHA. À la fin de sa carrière universitaire en 2011, Agosta cumule plus de 300 points produits. Le 25 février, elle marque son 151e but, devenant la meilleure marqueuse de l'histoire du championnat NCAA féminin . Pour son exploit, elle apparait dans un article de Sports Illustrated lors du numéro de février 2011. 

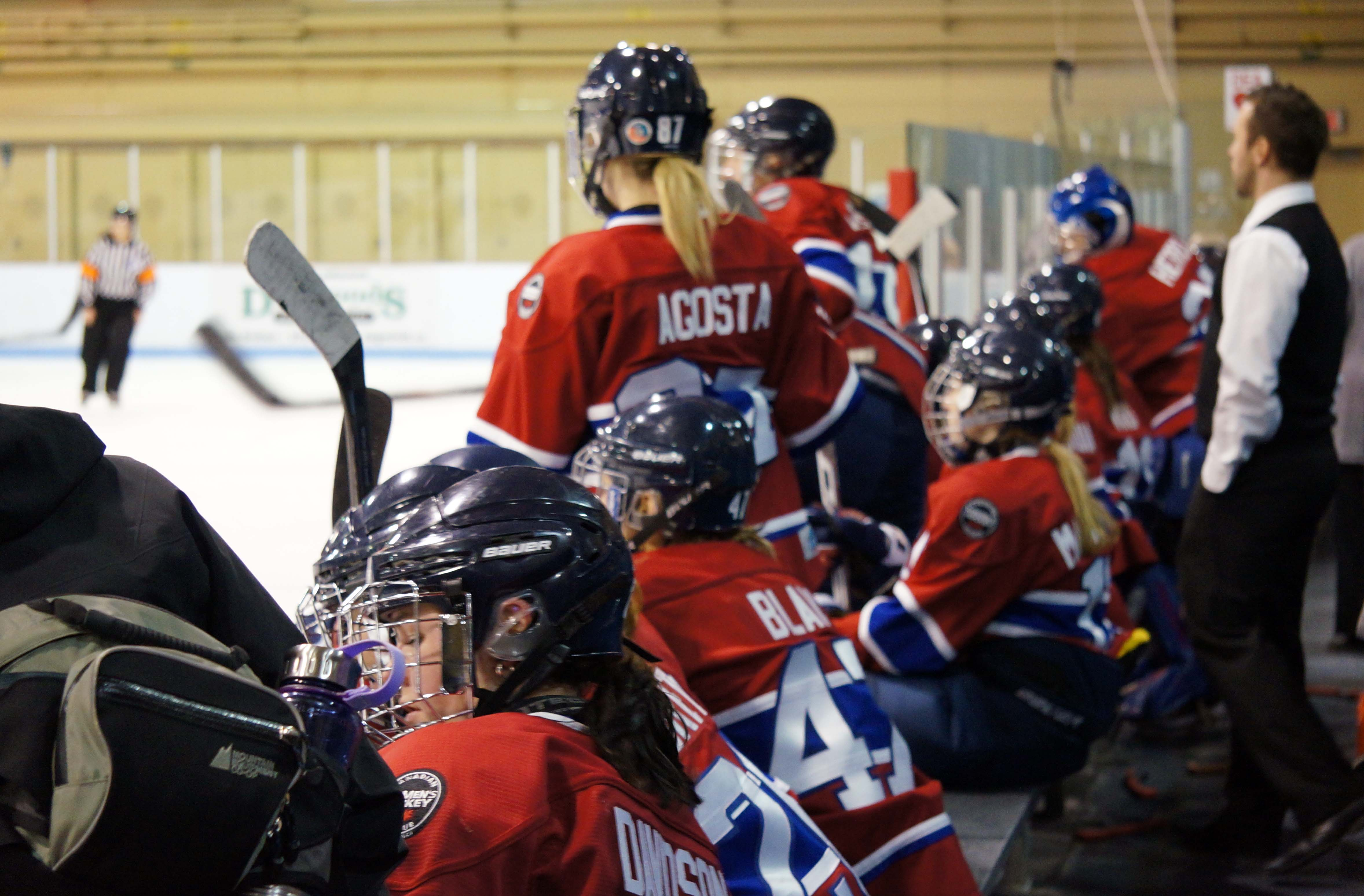
Meghan Agosta avec ses coéquipières des Stars

### LCHF
Lors de la saison 2011-2012, elle joue pour les Stars de Montréal dans la Ligue canadienne de hockey féminin. Elle établit un nouveau record de points en une saison dans la ligue avec 80 (41 buts, 39 assistances en 27 matchs joués) alors que son équipe  termine la saison régulière au sommet du classement. Au terme de sa saison, elle remporte le Trophée Angela James remis à la meilleure marqueuse de la saison régulière et est élue la « Joueuse la plus utile » («Most valuable player » en anglais) de la ligue. Lors des séries éliminatoires, elle remporte la Coupe Clarkson, inscrivant 6 points en 4 matchs. La saison suivante, elle remporte à nouveau le trophée Angela James de la meilleure marqueuse mais les Stars n'arrivent pas à accomplir le doublé, étant battue en finale de la coupe Clarkson.
Elle fait partie du cercle fermée du Club Triple Or féminin (qui n'est pas reconnue officiellement par l'IIHF, au contraire des hommes) en ayant remporté une Coupe Clarkson en LCHF, une médaille d'or olympique et une médaille d'or aux championnats du monde. Elle rejoint ainsi notamment Caroline Ouellette, Jenny Potter, Kim St-Pierre et Sarah Vaillancourt.

### Suite de sa carrière
Lors de la saison 2019-2020, elle ne joue pas mais est sélectionnée  par la NHL pour le 65e match des étoiles dans l'épreuve du match féminine élite 3 contre 3 . 

## Carrière au niveau international
Elle participe à sa première sélection dans l'équipe nationale sénior en 2006, à tout juste 19 ans, pour les Jeux olympiques d'hiver de 2006 à Turin où elle remporte sa première médaille d'or olympique. 
Par la suite, elle sera sélectionnée chaque année, pour les championnats du monde ou les Jeux olympiques. Elle enregistre deux médailles d'or aux championnats du monde en 2007 et 2012 et est six fois vice-championne en 2008, 2009, 2011, 2013, 2015, 2016 et 2017 . Elle obtient aussi la médaille d'or olympique aux Jeux olympiques d'hiver de 2010 à Vancouver et aux Jeux olympiques d'hiver de 2014 à Sotchi et la médaille d'argent en 2018 à Pyeongchang.

## Vie personnelle
Agosta représente le Canada lors du championnat du monde de roller hockey en 2006 qui a lieu dans le Michigan. Elle inscrit une aide lors de la finale contre les Etats-Unis et remporte une médaille d'argent . 
Elle se marie le 31 août 2012 à Marco Marciano, entraîneur des gardiens pour l'équipe nationale féminine et l'équipe des Armada de Blainville-Boisbriand et change son nom en « Agosta-Marciano » . Elle se sépare à l'automne 2014 et reprend son nom de jeune fille.
En 2014, elle met en pause sa carrière de hockey pour se consacrer à sa carrière de policière, en rejoignant le département de police de Vancouver . Elle en ressort diplômée en mai 2015. De 2014 à 2018 elle s'entraîne avec l'équipe nationale et prend des disponibilités lors des années de préparations olympiques , mais ne joue plus en ligue élite professionnelle.

## Statistiques

### En club
| Saison      | Équipe               | Ligue       |     | Saison régulière | Saison régulière | Saison régulière | Saison régulière | Saison régulière |   | Séries éliminatoires | Séries éliminatoires | Séries éliminatoires | Séries éliminatoires | Séries éliminatoires |
| Saison      | Équipe               | Ligue       | PJ  | B                | A                | Pts              | Pun              | PJ               | B | A                    | Pts                  | Pun                  |                      |                      |
| 2006-2007   | Lakers de Mercyhurst | NCAA        | 35  | 38               | 36               | 74               | 26               | -                | - | -                    | -                    | -                    |                      |                      |
| 2007-2008   | Lakers de Mercyhurst | NCAA        | 33  | 40               | 25               | 65               | 26               | -                | - | -                    | -                    | -                    |                      |                      |
| 2008-2009   | Lakers de Mercyhurst | NCAA        | 32  | 41               | 37               | 78               | 36               | -                | - | -                    | -                    | -                    |                      |                      |
| 2009-2010   | Lakers de Mercyhurst | NCAA        | -   | -                | -                | -                | -                | -                | - | -                    | -                    | -                    |                      |                      |
| 2010-2011   | Lakers de Mercyhurst | NCAA        | 34  | 38               | 47               | 85               | 30               | -                | - | -                    | -                    | -                    |                      |                      |
| 2011-2012   | Stars de Montréal    | LCHF        | 27  | 41               | 39               | 80               | 16               | 4                | 4 | 2                    | 6                    | 0                    |                      |                      |
| 2012-2013   | Stars de Montréal    | LCHF        | 23  | 16               | 30               | 46               | 14               | 4                | 1 | 2                    | 3                    | 2                    |                      |                      |
| 2013-2014   | Canada               | AMHL        | 15  | 5                | 1                | 6                | 0                | -                | - | -                    | -                    | -                    |                      |                      |
| 2017-2018   | Canada               | AMHL        | 16  | 1                | 10               | 11               | 4                | -                | - | -                    | -                    | -                    |                      |                      |
| Totaux NCAA | Totaux NCAA          | Totaux NCAA | 134 | 157              | 145              | 302              | 118              |                  |   |                      |                      |                      |                      |                      |
| Totaux LCHF | Totaux LCHF          | Totaux LCHF | 50  | 57               | 69               | 126              | 30               | 8                | 5 | 4                    | 9                    | 2                    |                      |                      |

### Au niveau international
| Année | Équipe | Compétition          |   | PJ | B | A  | Pts | Pun | +/-               |  | Résultat |
| 2006  | Canada | Jeux olympiques      | 5 | 3  | 1 | 4  | 2   | +5  | Médaille d'or     |  |          |
| 2007  | Canada | Championnat du monde | 5 | 0  | 4 | 4  | 4   | +7  | Médaille d'or     |  |          |
| 2008  | Canada | Championnat du monde | 5 | 3  | 0 | 3  | 8   | +3  | Médaille d'argent |  |          |
| 2009  | Canada | Championnat du monde | 5 | 2  | 2 | 4  | 2   | +6  | Médaille d'argent |  |          |
| 2010  | Canada | Jeux olympiques      | 5 | 9  | 6 | 15 | 2   | +14 | Médaille d'or     |  |          |
| 2011  | Canada | Championnat du monde | 5 | 0  | 5 | 5  | 2   | +5  | Médaille d'argent |  |          |
| 2012  | Canada | Championnat du monde | 5 | 4  | 4 | 8  | 8   | +3  | Médaille d'or     |  |          |
| 2013  | Canada | Championnat du monde | 5 | 4  | 2 | 6  | 0   | +7  | Médaille d'argent |  |          |
| 2014  | Canada | Jeux olympiques      | 5 | 3  | 1 | 4  | 0   | +4  | Médaille d'or     |  |          |
| 2016  | Canada | Championnat du monde | 5 | 1  | 1 | 2  | 2   | 0   | Médaille d'argent |  |          |
| 2017  | Canada | Championnat du monde | 5 | 2  | 1 | 3  | 0   | +2  | Médaille d'argent |  |          |
| 2018  | Canada | Jeux olympiques      | 5 | 2  | 3 | 5  | 4   | +7  | Médaille d'argent |  |          |

## Trophées et honneurs personnels

### International
- «Most valuable player » aux Jeux olympiques d'hiver de 2010 à Vancouver [17]
- Sélectionnée dans l'équipe étoiles des Jeux olympiques d'hiver de 2010
- Nommée meilleure attaquante des Jeux olympiques d'hiver de 2010

### LCHF
- 2011-2012 :
  - Most Valuable Player (Joueuse la plus utile) de la LCHF
  - Remporte le trophée Angela James pour la joueuse ayant inscrit le plus de points de la LCHF
  - Meilleure attaquante de la LCHF
  - Sélectionnée dans la première équipe d'étoiles de la LCHF
  - Sélectionnée dans l'équipe recrue de la LCHF
  - Championne de la Coupe Clarkson (2012)
- 2012-2013 :
  - Sélectionnée dans la première équipe d'étoiles de la LCHF
  - Remporte le trophée Angela James pour la joueuse ayant inscrit le plus de points de la LCHF

### NCAA
- Finaliste du trophée Patty Kazmaier en 2007, 2008, 2009 et 2011.
- Joueuse de l'année de la conférence College Hockey America (CHA) en 2007, 2009 et 2011
- Joueuse du mois de la CHA en Oct 2010 et Janv. 2011 [18]
- Sélectionnée à trois reprises sur les équipes d'étoiles NCAA All-American [19]
- Most Valuable Player (Joueuse la plus utile) de la CHA en 2011 [20]